# Regine Marquardt
Regine Marquardt (* 2. August 1949 in Grevesmühlen als Regine Baltzer; † 24. Februar 2016 in Schwerin) war eine deutsche evangelische Theologin, Journalistin und Politikerin (SPD). Sie gründete und leitete die Wochenzeitung Mecklenburger Aufbruch (1989–1993) und war Kultusministerin in Mecklenburg-Vorpommern (1994–1998). 

## Leben

### Kindheit und Ausbildungen
Regine Baltzer stammte aus einer mecklenburgischen Pastorenfamilie. Nach dem Besuch der Allgemeinbildenden Oberschulen in Röbel, Pampow und Wittenberge besuchte sie 1966/67 das Kirchliche Oberseminar in Potsdam-Hermannswerder und legte dort ein kirchliches Abitur ab. 
1968 nahm sie ein Studium der Theologie an der Universität Rostock auf, das sie 1974 als Diplom-Theologin beendete. Anschließend absolvierte sie ein Vikariat und das Zweite kirchliche Examen 1977.

### Tätigkeiten in der evangelischen Kirche und als Zeitungsherausgeberin
Danach arbeitete Regine Marquardt in der Kirchengemeinde Carlow bei der Evangelisch-Lutherischen Landeskirche Mecklenburgs im Bereich der Gemeindepädagogik und war Leiterin des Propsteikonvents der Katechetinnen. Sie lebte in dieser Zeit mit ihrem Mann, dem Pfarrer Holger Marquardt, und ihren Kindern in Carlow.
Im Herbst 1989 wurden beide im Neuen Forum aktiv. 
Im Dezember gründete Regine Marquardt die unabhängige Zeitung Mecklenburger Aufbruch und leitete sie seitdem. Sie war auch Mitglied der DDR-Programmkommission. 
Nach dem Ende der Zeitung 1993 arbeitete sie als freie Journalistin für verschiedene Zeitungen.

### Kultusministerin und weitere Leitungsfunktionen
1994 bat sie der SPD-Vorsitzende Harald Ringstorff in sein Schattenkabinett vor der Landtagswahl. Am 9. Dezember 1994 wurde Regine Marquardt Kultusministerin in der CDU/SPD-Landesregierung unter Ministerpräsident Berndt Seite.
Dort setzte sie mehrere, auch unpopuläre Entscheidungen durch, wie die Lehrerbegrenzung.
1998 wurde sie wieder in das Schattenkabinett von Harald Ringstorff vor der Landtagswahl berufen, wurde dann jedoch nicht wieder Ministerin und schied am 2. November 1998 aus diesem Amt aus.
Danach war Regine Marquardt Direktorin der Landeszentrale für politische Bildung Mecklenburg-Vorpommern und Vorsitzende der Ernst-Barlach-Stiftung.
Seit Mitte 2007 war sie als Beauftragte des Kultusministers für die Ernst-Barlach-Stiftung Güstrow, das Pommersches Landesmuseum Greifswald für die Stiftung Mecklenburg tätig. 2014 endeten diese Tätigkeiten.
2016 starb Regine Marquardt im Alter von 66 Jahren in Schwerin.
Sie war mit dem Pfarrer Holger Marquardt, später Propst der Schlosskirchengemeunde Schwerin, verheiratet und hatte drei Kinder .